# Championnat du Panama de baseball 2011
Navigation
2010 2012
La saison 2011 du Championnat du Panama de baseball est la 67e édition de cette épreuve. La compétition débute le 25 février et s'achèvera en mai. Quatre matchs sont au programme de la journée d'ouverture : Chiriqui-Panamá Metro, Chiriqui Occidente-Bocas del Toro, Colón-Veraguas et Coclé-Herrera.
Le CB Los Santos remporte le titre en battant en finale le Bocas del Toro 4 rencontres à 3.

## Les équipes
| \| Darién Panamá Oeste Panamá Metro Bocas del Toro Chiriqui Chiriqui Occidente Coclé Colón Herrera Los Santos Veraguas \| Localisation des clubs engagés dans le championnat. |
| Darién Panamá Oeste Panamá Metro Bocas del Toro Chiriqui Chiriqui Occidente Coclé Colón Herrera Los Santos Veraguas                                                           |

| Équipe                | Ville                | Province       | Stade                                | Capacité |
| --------------------- | -------------------- | -------------- | ------------------------------------ | -------- |
| CB Bocas del Toro     | Changuinola          | Bocas del Toro | Estadio Calvyn Byron                 | 3 000    |
| CB Chiriqui           | David                | Chiriqui       | Estadio Kenny Serracin               | 10 000   |
| CB Chiriqui Occidente | Puerto Armuelles     | Chiriqui       | Estadio Glorias Deportivas Baruenses | 2 000    |
| CB Coclé              | Aguadulce            | Coclé          | Estadio Jose Antonio Remon Cantera   | 2 500    |
| CB Colón              | Colón                | Colón          | Estadio Roberto Mariano Bula         | 2 500    |
| CB Darién             | Chepo                | Panama         | Estadio Jose De La Luz Thompom       | 2 000    |
| CB Herrera            | Chitré               | Herrera        | Estadio Rico Cedeño                  | 6 000    |
| CB Los Santos         | Las Tablas           | Los Santos     | Estadio Olmedo Sole                  | 3 450    |
| CB Panamá Metro       | Panama               | Panama         | Estadio Nacional de Panamá           | 27 000   |
| CB Panamá Oeste       | La Chorrera          | Panama         | Estadio Justino Salinas              | 2 000    |
| CB Veraguas           | Santiago de Veraguas | Veraguas       | Estadio Omar Torrijos Herrera        | 7 000    |

## Saison régulière
Les manifestations des indiens contre un nouveau code minier empêchent la tenue de quelques parties au début de la saison.
| Pl. | Équipe         | J  | V  | D  | %    |
| --- | -------------- | -- | -- | -- | ---- |
| 1   | Los Santos     | 20 | 16 | 4  | .800 |
| 2   | Chiriqui       | 20 | 14 | 6  | .700 |
| 3   | Bocas del Toro | 20 | 13 | 7  | .650 |
| 4   | Panamá Metro   | 20 | 12 | 8  | .600 |
| 5   | Panamá Oeste   | 20 | 12 | 8  | .600 |
| 6   | Coclé          | 20 | 11 | 9  | .550 |
| 7   | Veraguas       | 20 | 11 | 9  | .550 |
| 8   | Herrera        | 20 | 9  | 11 | .450 |
| 9   | Colón          | 20 | 7  | 13 | .350 |
| 10  | Darién         | 20 | 5  | 15 | .250 |
| 11  | Ch. Occidente  | 20 | 0  | 20 | .000 |

Match de barrage

1er avril

Veraguas 12-6 Coclé

## Séries éliminatoires

### Poule quarts de finale
Cette phase se tient du 1er au 23 avril.
| Pl. | Équipe         | J  | V | D  | %    |
| --- | -------------- | -- | - | -- | ---- |
| 1   | Bocas del Toro | 13 | 9 | 4  | .692 |
| 2   | Los Santos     | 14 | 9 | 5  | .643 |
| 3   | Chiriqui       | 13 | 8 | 5  | .615 |
| 4   | Panamá Oeste   | 14 | 7 | 7  | .500 |
| 5   | Panamá Metro   | 15 | 6 | 9  | .400 |
| 6   | Veraguas       | 13 | 2 | 11 | .154 |

Classement après les matchs du 23 avril 2011.

### Demi-finales
| Lundi 25 avril - Los Santos 5-2 Chiriqui - Panamá Oeste 4-12 Bocas del Toro Mardi 26 avril - Los Santos 3-0 Bocas del Toro - Panamá Oeste 4-1 (5) Chiriqui Jeudi 28 avril - Chiriqui 4-0 Panamá Oeste - Bocas del Toro 0-1 Los Santos |  | Vendredi 29 avril - Chiriqui 4-5 (10) Los Santos - Panamá Oeste p-p Bocas del Toro Samedi 30 avril - Los Santos 2-6 Bocas del Toro - Chiriqui 2-5 Panamá Oeste Dimanche 1er mai - Panamá Oeste 2-8 Los Santos - Bocas del Toro 1-5 Chiriqui |  | Lundi 2 mai - Panamá Oeste 1-2 Bocas del Toro Mardi 3 mai - Bocas del Toro 4-5 (10) Panamá Oeste - Chiriqui 2-7 Los Santos Mercredi 4 mai - Panamá Oeste 9-7 Los Santos - Bocas del Toro 8-2 Chiriqui |  | Jeudi 5 mai - Los Santos 2-8 Panamá Oeste - Chiriqui 3-8 Bocas del Toro |

| Pl. | Équipe         | J | V | D | %    |
| --- | -------------- | - | - | - | ---- |
| 1   | Los Santos     | 9 | 6 | 3 | .667 |
| 2   | Bocas del Toro | 9 | 5 | 4 | .556 |
| 2   | Panamá Oeste   | 9 | 5 | 4 | .556 |
| 4   | Chiriqui       | 9 | 2 | 7 | .222 |

Classement après les matchs du 5 mai 2011.
Match de barrage

6 mai

Panamá Oeste 2-6 Bocas del Toro

### Série finale
| Match | Date   | Visiteur       | Hôte           | Score    | Spectateurs |
| ----- | ------ | -------------- | -------------- | -------- | ----------- |
| 1     | 9 mai  | Bocas del Toro | Los Santos     | 3-2 (11) | 3 751       |
| 2     | 10 mai | Los Santos     | Bocas del Toro | 9-8      | 3 380       |
| 3     | 13 mai | Bocas del Toro | Los Santos     | 1-2      | 6 422       |
| 4     | 15 mai | Los Santos     | Bocas del Toro | 6-2      | 9 409       |
| 5     | 16 mai | Bocas del Toro | Los Santos     | 5-0      | 7 102       |
| 6     | 17 mai | Los Santos     | Bocas del Toro | 3-4 (10) | 6 306       |
| 7     | 18 mai | Bocas del Toro | Los Santos     | 3-5      | 14 250      |

## Médias
La chaîne privée de télévision TVMax est le diffuseur de la compétition.